# Mycosphaerella circumvaga
Mycosphaerella circumvaga är en svampart som tillhör divisionen sporsäcksvampar, och som först beskrevs av Desm., och fick sitt nu gällande namn av (Jacob) Tycho (Conrad) Vestergren. Mycosphaerella circumvaga ingår i släktet Mycosphaerella, och familjen Mycosphaerellaceae. Arten är reproducerande i Sverige.